# Jane Aceng
Jane Ruth Aceng là một bác sĩ nhi khoa và là nhà chính trị gia người Uganda. Bà là Bộ trưởng Bộ Y tế trong Nội các của Chính phủ Uganda, được bổ nhiệm vào ngày 6 tháng 6 năm 2016. Trước đó, từ tháng 6 năm 2011 đến tháng 6 năm 2016, bà là giám đốc dịch vụ y tế của Bộ Y tế Uganda.

## Tiểu sử
Bà nhận bằng Cử nhân Y khoa và Cử nhân Phẫu thuật, Thạc sĩ Nhi khoa và Thạc sĩ Y tế Công cộng, tất cả đều thuộc Đại học Khoa học Sức khỏe của Trường Makerere. Bà cũng lấy bằng tốt nghiệp về Quản lý và Điều hành Công cộng từ Học viện Quản lý Uganda.

## Công việc
Công việc của bà bắt đầu khi bà là một nhân viên y tế trong bộ y tế. Tại thời điểm bà được bổ nhiệm làm tổng giám đốc dịch vụ y tế, bà đang giữ chức vụ giám đốc điều hành của Bệnh viện khu vực Lira.

## Những ý kiến khác
Jane Ruth Aceng là thành viên của hội đồng quản trị Viện truyền nhiễm. Bà cũng từng là thành viên của hội đồng quản trị các cửa hàng y tế quốc gia, bộ phận mua sắm và phân phối dược phẩm của bộ y tế.
Ngay từ năm 2014, ba biến cố trong hệ thống y tế quốc gia đã xảy ra gây khủng hoảng.
Uganda có ít nhất 8 trường y tế công lập và tư thục, tốt nghiệp gần 500 bác sĩ y khoa hàng năm. Trước khi nhận được giấy phép y tế, mỗi bác sĩ phải trải qua 12 tháng giám sát nghiêm ngặt dưới sự tư vấn của bác sĩ hoặc bác sĩ phẫu thuật.
Do lương thấp, thiết bị dột nát, thiếu tài nguyên bao gồm cả thuốc men và môi trường làm việc kém, nhiều chuyên gia tư vấn y tế và phẫu thuật ở Ugandan đã rời khỏi để làm việc trong môi trường tốt hơn ở các quốc gia khác.
Ngân sách y tế quốc gia nhỏ khiến bộ y tế không đủ tiền để trả cho một số ít chuyên gia tư vấn, các cán bộ cao cấp (SHOs) đào tạo để trở thành chuyên gia tư vấn.

## Liên kết mở rộng
- The ‘fast, efficient and incorruptible’ ministers forming Museveni’s Cabinet Lưu trữ ngày 26 tháng 1 năm 2019 tại Wayback Machine